# 莱里达大学
41°37′42″N 00°35′49″E / 41.62833°N 0.59694°E
列伊达大学（缩写UdL），是西班牙的一所大学，位于加泰罗尼亚自治区列伊达省的省会列伊达市。列伊达大学是加泰罗尼亚的第一所大学，其历史可追溯至1300年。这所大学现有约750名教师和9650名学生。

## 历史

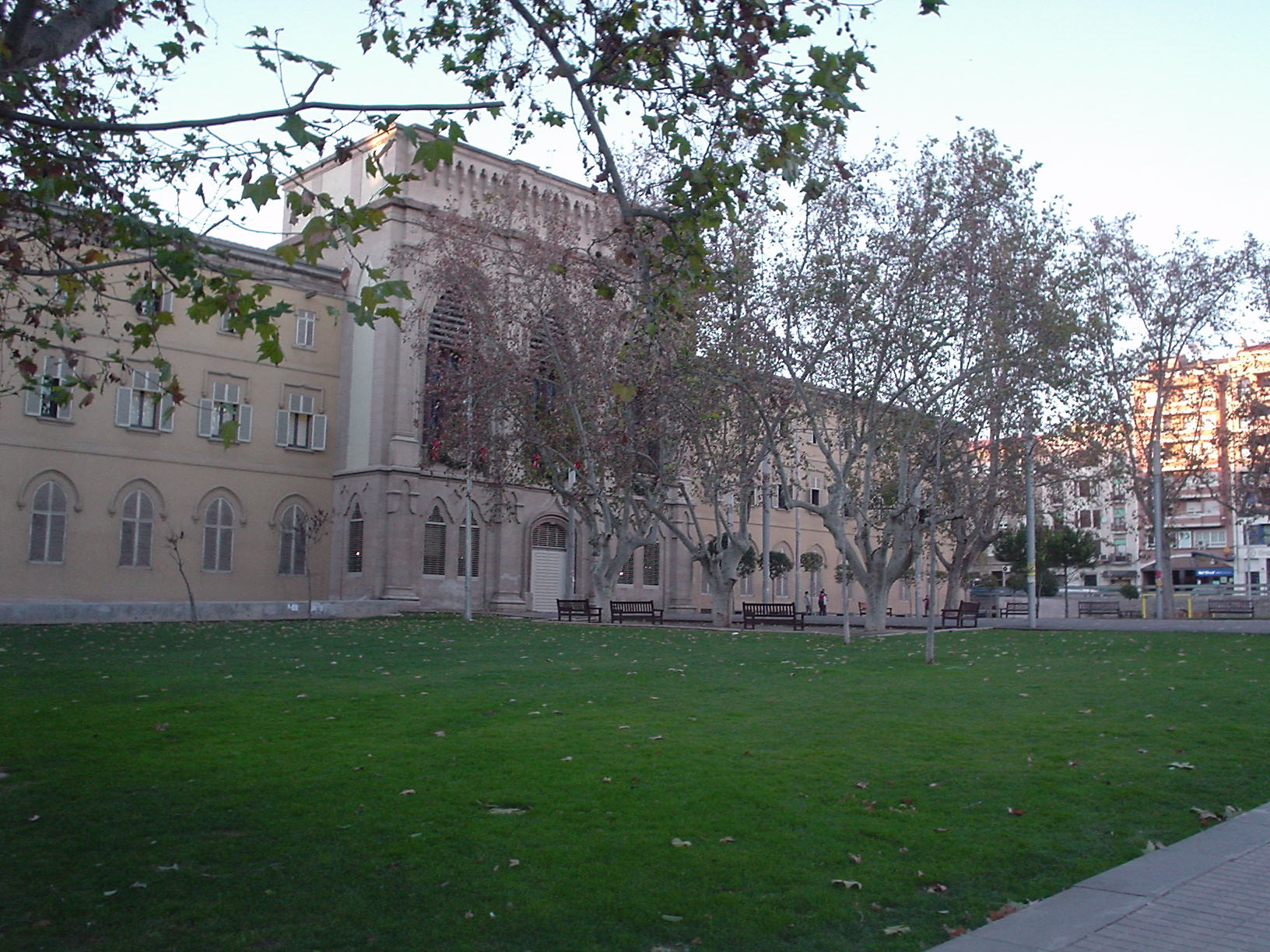
莱里达大学Rambla d'Aragó校区

莱里达大学有着悠久的历史。根据博义八世1297年4月1日在罗马颁布的教宗诏书，阿拉贡国王海梅二世向莱里达市发布了宪章，在1300年正式创办了莱里达通学（Estudi General de Lleida）。这便是莱里达大学的起源。莱里达通学吸引了来自阿拉贡王国各地乃至其它地方的学生，给莱里达市增添了活力。她创办后的最初几百年一直较顺利地发展，直到16世纪，开始面临来自新创办大学的竞争。从17世纪下半叶到18世纪腓力四世统治期，学校经历了一段低潮期。
西班牙王位继承战争之后，波旁王朝改革者决定在加泰罗尼亚建立新型的大学，并选址于莱里达以东70千米的塞尔韦拉。尽管这项决定一开始就遭到莱里达和巴塞罗那的反对，新大学仍在1717年5月成立，并成为加泰罗尼亚的“统一大学”。同年10月，加泰罗尼亚境内包括莱里达大学在内的其它大学均被关闭。
现代莱里达大学的建设始于1841年，其教师培训学校在这一年成立。1968年至1977年间，法学、农业工程、艺术、哲学、医学等学科相继成立。1991年12月12日，加泰罗尼亚议会通过了建立莱里达大学的法案，现代莱里达大学正式成立。

## 教学及研究机构

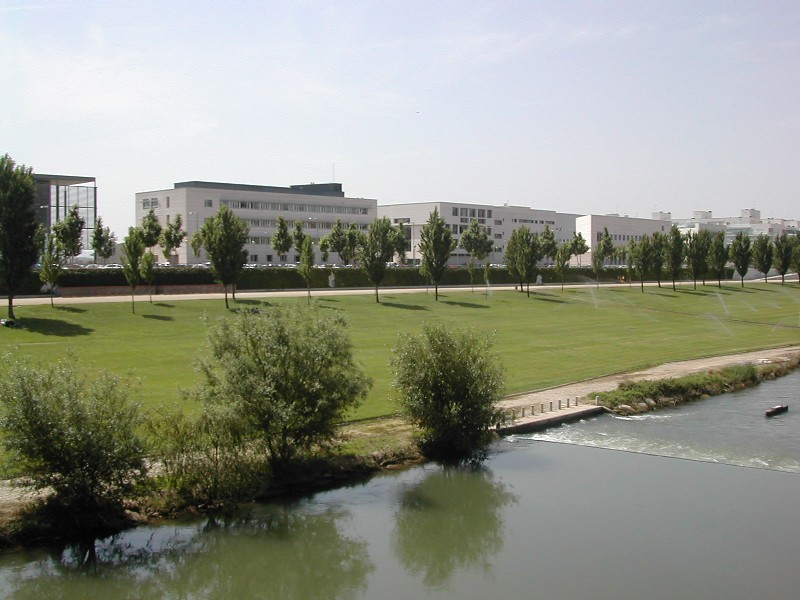
莱里达大学Cappont校区

莱里达大学拥有多个校区，分布在莱里达的不同方位。莱里达大学有25个系，分设在7个学院或学校之下，分别是法律与经济学院、农业工程高等技术学校（ETSEA）、艺术学院、教育科学学院、高等理工学校（EPS）、医学院、护理学校。另有四个附属中心：加泰罗尼亚国家体育研究所（INEFC）、工业关系学校、Terres de Lleida旅游学校、Manresa旅游学校。

## 国际交流
除了通过欧盟的苏格拉底（Socrates）、伊拉斯謨等项目与欧洲范围内的大学进行交流，莱里达大学还是孔波斯特拉大學集團以及欧洲生命科学大学联盟（ICA）的成员。